# Јаловец (врх)
Јаловец је врх у Јулијским Алпима висок 2645 m, изнад долина Задње Тренте, Бале, Коритнице и Планице.
Грађен је од тријаских кречњака и доломита. Његови стрми, стеновити обронци најдубље се спуштају на запад, у Коритницу, а најстрмије на североисток, у ледником обликовану Планицу.
Има карактеристичан шиљат облик, по којем се убраја међу најсликовитије врхове у Јулијским Алпима.
На врх су из Коритнице први стгли Карл Вурмб и домаћи водићи Чрнута и Стргулц. Јаловец је један од најпосећенијих врхова, иако на њега воде дуги и тешки путеви. Изузетно је привлачан за пењаче. Најпознатији је Хорнов пењачки смер.